# Аеродром Перпињан
Аеродром Перпињан (француски Aéroport de Perpignan-Rivesaltes) или Аеродром Перпињан - Јужна Француска (IATA: PGF, ICAO : LFMP) је мали међународни аеродром у близини Перпињана  у департману Источни Пиринеји, региону Окситанија,  јужна Француска.

## Положај
Аеродром се налази око 5 километара северозападно од Перпињана.

## Приступ аеродрому
Постоји редовна аутобуска веза (аутобуска линија бр.6 јавног превоза) од аеродрома до града, а такси служба је доступна и на аеродромском терминалу. Аутобуско стајалиште је смештено одмах испред аеродромске зграде.